# Zarehavanian
Els Zarehavanian o Zarevanian van ser una família de nakharark (nobles) d'Armènia amb feu hereditari a la comarca del Zarehavan (Zarevan) i a Her, a l'oest del Llac Urmia. El nom de «Manazkert» derivaria del rei urartià Menua.
Els seus prínceps eren probablement oròntides si bé se'ls assigna tradicionalment origen a Haik, com als Aravenian i als Vahevuní; també és possible que fossin una subdivisió dels Arzerunis. Van governar tres cantons del nord-oest del llac Urmia (un d'ells amb la seva capital el castell d'Ampriotik) propers al principat Arzeruni d'Albag (Albaq). Aquesta dinastia és esmentada per darrer cop amb Surik, príncep de la vall d'Her, que anava entre els prínceps enviats en ambaixada a l'emperador romà pel rei Àrsaces II d'Armènia l'any 361.